# Tylophora matsumurae
Tylophora matsumurae är en oleanderväxtart som först beskrevs av Takasi Takashi Yamazaki, och fick sitt nu gällande namn av T.Yamash. och Tateishi. Tylophora matsumurae ingår i släktet Tylophora och familjen oleanderväxter. Inga underarter finns listade i Catalogue of Life.